# 中山大学地理科学与规划学院
中山大学地理科学与规划学院（School of Geography and Planning, Sun Yat-sen University），是中山大学下属院系之一，成立于2002年10月。其前身为1929年成立的国立中山大学地理学系，是中国最早在理科开设的地理学系。该院隶属于中山大学理学部，院址位于广州校区东校园。

## 沿革
1929年，国立中山大学地理学系成立，划归理科。在此之前，地理学在中国长期属于文科，只涉及经济地理而无自然地理。该系是中国首个在理科开设的地理学系。
1952年，中山大学地质学系并入该系。文化大革命期间，中山大学地理学系停办。
1979年，原地理学系地质专业、气象专业分别独立建系。1993年，环境科学系独立建系。2002年，中山大学整合原地球与环境科学学院中的地理学系、河口海岸研究所、城市与区域研究中心、遥感应用中心、地球与环境科技应用研究中心和旅游发展与规划研究中心等所有地理学科机构，成立了地理科学与规划学院。

## 学科方向
截止至2024年9月，中山大学地理科学与规划学院有地理学一级学科博士学位授予权和博士后流动站，以及城乡规划学一级学科硕士学位授予权。

## 学院架构
目前，中山大学地理科学与规划学院下设国土资源与环境系、城市与区域规划系和遥感与地理信息工程系，以及实验教学中心。